# بيير باريوس
بيير باريوس (بالإسبانية: Pier Barrios)‏ (1 يوليو 1990 بقرطبة في الأرجنتين - ) هو لاعب كرة قدم أرجنتيني في مركز الدفاع. لعب مع خميناسيا خوخوي ونادي أتليتيكو بيلغرانو ونادي رويال أندرلخت.

## روابط خارجية
- بيير باريوس على موقع قاعدة بيانات كرة القدم.إي يو (الإنجليزية)
- بيير باريوس على موقع Soccerway.com (الإنجليزية)